# 게이브리얼 루나
게이브리얼 루나(영어: Gabriel Luna, 1982년 12월 5일 ~ )는 미국의 배우이다. 대표작으로는 엘 레이 네트워크의 드라마 《마타도르》의 주역 토니 브라보 역, ABC의 드라마 《악의 도시》의 주역 파코 역, 그리고 《에이전트 오브 쉴드》의 고스트 라이더 로비 레예스 역이 있다.
텍사스주 오스틴에서 태어났다. 양친은 멕시코계 미국인이다. 아버지는 그를 낳기 불과 3달 전에 20세의 나이로 요절하였다. 어머니 손에서 자라면서 세인트 에드워드 대학교에 입학하였고, 그곳에서 연극 《로미오와 줄리엣》의 로미오 역으로 데뷔하였다. 2005년에 대학을 졸업했다.
2018년에는 터미네이터 시리즈의 신작 《터미네이터: 다크 페이트》에서 터미네이터 Rev-9 역으로 캐스팅되었다. 루나는 첨단 로봇의 액션을 위해서, 선대 터미네이터 역 배우이자 보디빌더인 아널드 슈워제네거의 도움을 받으며 매일 3시간 이상 트레이닝을 했다.

## 출연작 목록

### 영화
| 연도 | 제목                    | 원제                  | 배역                      | 비고   |
| ---- | ----------------------- | --------------------- | ------------------------- | ------ |
| 2005 | 폴 투 그레예스          | Fall to Grace         | 크리스토퍼 로스트로포비치 | 주인공 |
| 2010 | 댄스 위드 더 원         | Dance with the One    | 네이트 히친스             | 주인공 |
| 2011 | 버니                    | Bernie                | 케빈                      | 조역   |
| 2012 | 에디의 봄               | Spring Eddy           | 에디                      | 주인공 |
| 2014 | 볼즈 아웃               | Balls Out             | 비니                      | 조역   |
| 2015 | 로렐                    | Freeheld              | 퀘사다 형사               | 조역   |
| 2015 | 그레이비                | Gravy                 | 헥터                      | 조역   |
| 2016 | 국경수비대              | Transpecos            | 랜스 플로레스             | 주연   |
| 2019 | 할라                    | Hala                  | 로렌스                    | 조역   |
| 2019 | 터미네이터: 다크 페이트 | Terminator: Dark Fate | Rev-9                     | 악역   |
| 2025 | 우주비행사              | The Astronaut         | 마크                      | 제작중 |

### 텔레비전 드라마
| 연도      | 제목                 | 원제                     | 배역                        | 비고                                                       |
| --------- | -------------------- | ------------------------ | --------------------------- | ---------------------------------------------------------- |
| 2008      | 프리즌 브레이크      | Prison Break             | 에두아르도                  | "Dirt Nap" 에피소드 출연                                   |
| 2013      | 터치                 | Touch                    | 테드                        | "Ghosts" 에피소드 출연                                     |
| 2013      | NCIS: 로스앤젤레스   | NCIS: Los Angeles        | 지질학과 학생               | "Descent" 에피소드 출연                                    |
| 2014      | 마타도르             | Matador                  | 토니 브라보                 | 주역                                                       |
| 2005      | 트루 디텍티브        | True Detective           | 미겔 길브                   | 3회분 출연                                                 |
| 2015      | 악의 도시            | Wicked City              | 파코 콘트레라스             | 주역                                                       |
| 2016      | 할리와 데이비슨 형제 | Harley and the Davidsons | 에디 하샤                   | "Amazing Machine" 에피소드 출연                            |
| 2016-17   | 에이전트 오브 쉴드   | Agents of S.H.I.E.L.D.   | 로비 레예스 / 고스트 라이더 | 조역                                                       |
| 2016      | 로즈우드             | Rosewood                 | 에디 루네스                 | "Eddie & the Empire State of Mind" 에피소드 출연           |
| 2022      | 러브, 데스 + 로봇    | Love, Death & Robots     | 닐슨 중사                   | 애니메이션; "Kill Team Kill" 에피소드                      |
| 2023      | 푸바                 | FUBAR                    | 보로                        | 주연                                                       |
| 2023-현재 | 더 라스트 오브 어스  | The Last of Us           | 토미 밀러                   | 3회분 출연                                                 |
| 2024      | 시크릿 레벨          | Secret Level             | 지마 왕                     | 애니메이션; "New World: The Once and Future King" 에피소드 |